# Hans Geissberger
Hans Geissberger (* 24. Juni 1921 in Basel; † 26. März 1999 ebenda) war ein Schweizer Bildhauer und Maler.

## Leben

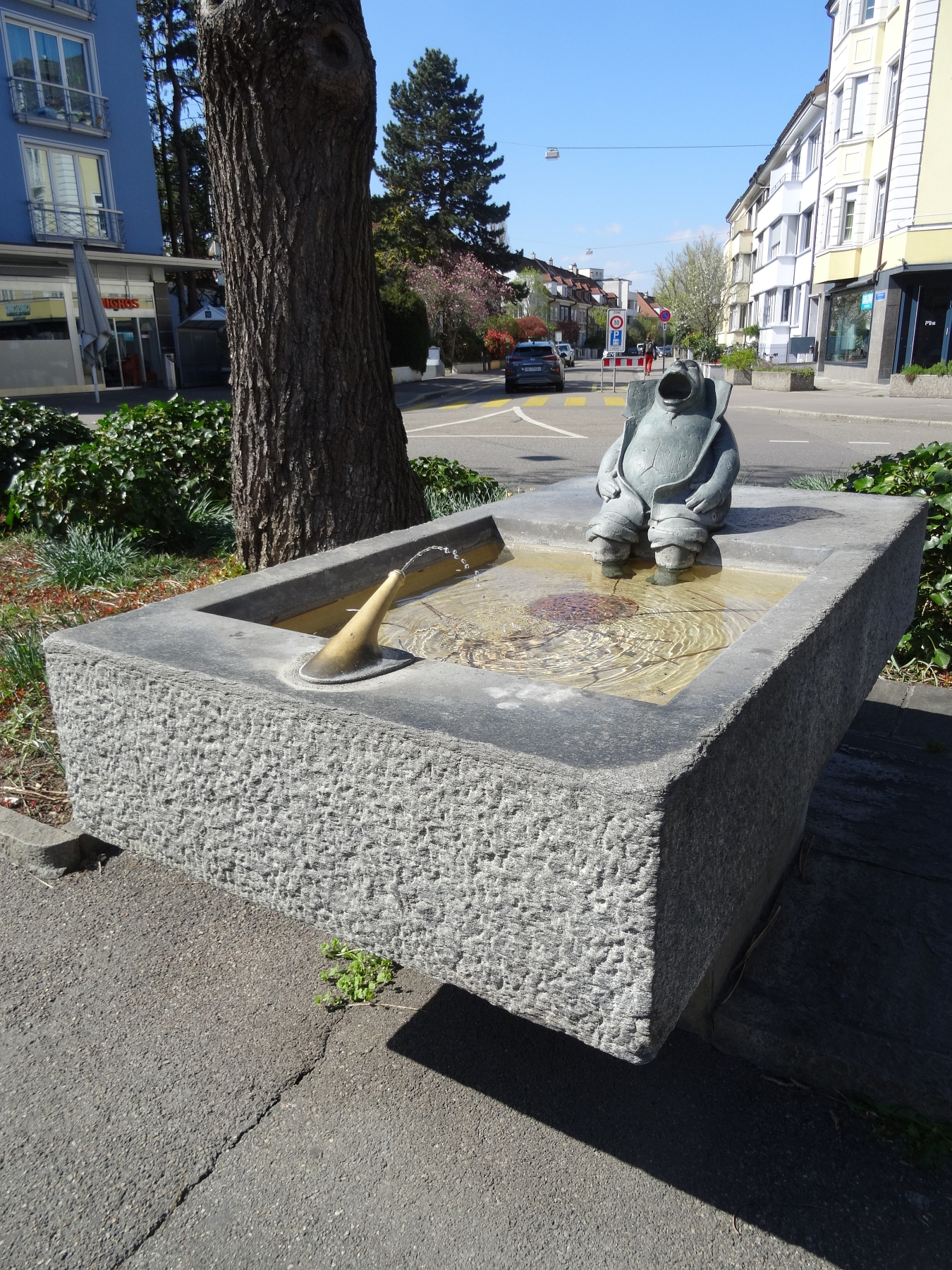
Der Geniesser oder Ranzen Edi

Hans Geissberger arbeitete zuerst als Volontär in einer Maschinenfabrik, besuchte kurz das Technikum Winterthur und entschloss sich dann, Bildhauer zu werden. Das Handwerk erlernte er während anderthalb Jahren bei Ernst Suter in Basel. Darauf folgten zwei Jahre in Zürich bei der französischen Bildhauerin Germaine Richier, einer Schülerin Antoine Bourdelles. Hier lernte er lockeres und grosszügiges Arbeiten. Zur gleichen Zeit besuchte er die Zeichenakademie von Henry Wabel.
1948 erhielt Geissberger eine Anstellung als Kunstlehrer in Basel. Parallel dazu arbeitete er regelmässig im eigenen Atelier, führte zahlreiche Aufträge aus und nahm an Wettbewerben des Kunstkredits Basel-Stadt teil. Er schuf u. a. ein Relief über dem Eingang der Basler Kantonalbank, eine Grossplastik im Park beim St.-Alban-Tor und fünf Reliefs am Gemeindehaus in Riehen.
Für den Brunnen an der Tramhaltestelle Neubad schuf Geissberger 1961 die Plastik Der Geniesser oder eben der Ranzen Edi. Dieser sitzt auf dem Brunnenrand und lässt, mit aufgekrempelten Hosenbeinen, seine Füsse und Unterschenkel in das Brunnenbecken baumeln. Ursprünglich spritzte das Wasser direkt in dessen weit geöffneten Mund. Der hohe Kragen verhinderte, dass bei Wind das Wasser daneben spritzte. So kann es durch seine Füsse wieder in den Trog zurückfliessen. Seit einigen Jahren ist der Wasserdruck nicht mehr stark genug, damit der Wasserstrahl bis in den Mund von Ranzen Edi reicht.
Ab 1964 beteiligte sich Geissenberger nicht mehr an Wettbewerben, veranstaltete eigene Ausstellungen und widmete sich Privataufträgen. Er plastizierte Kinderporträts, schuf mehrere Porträts wie das von Edgar Bonjour im Auftrag der Universität Basel.
Eine Vielzahl seiner Plastiken und Reliefs schmücken öffentliche und sakrale Gebäude der Stadt Basel. Aus gesundheitlichen Gründen ging er um das Jahr 1967 zur Malerei über.

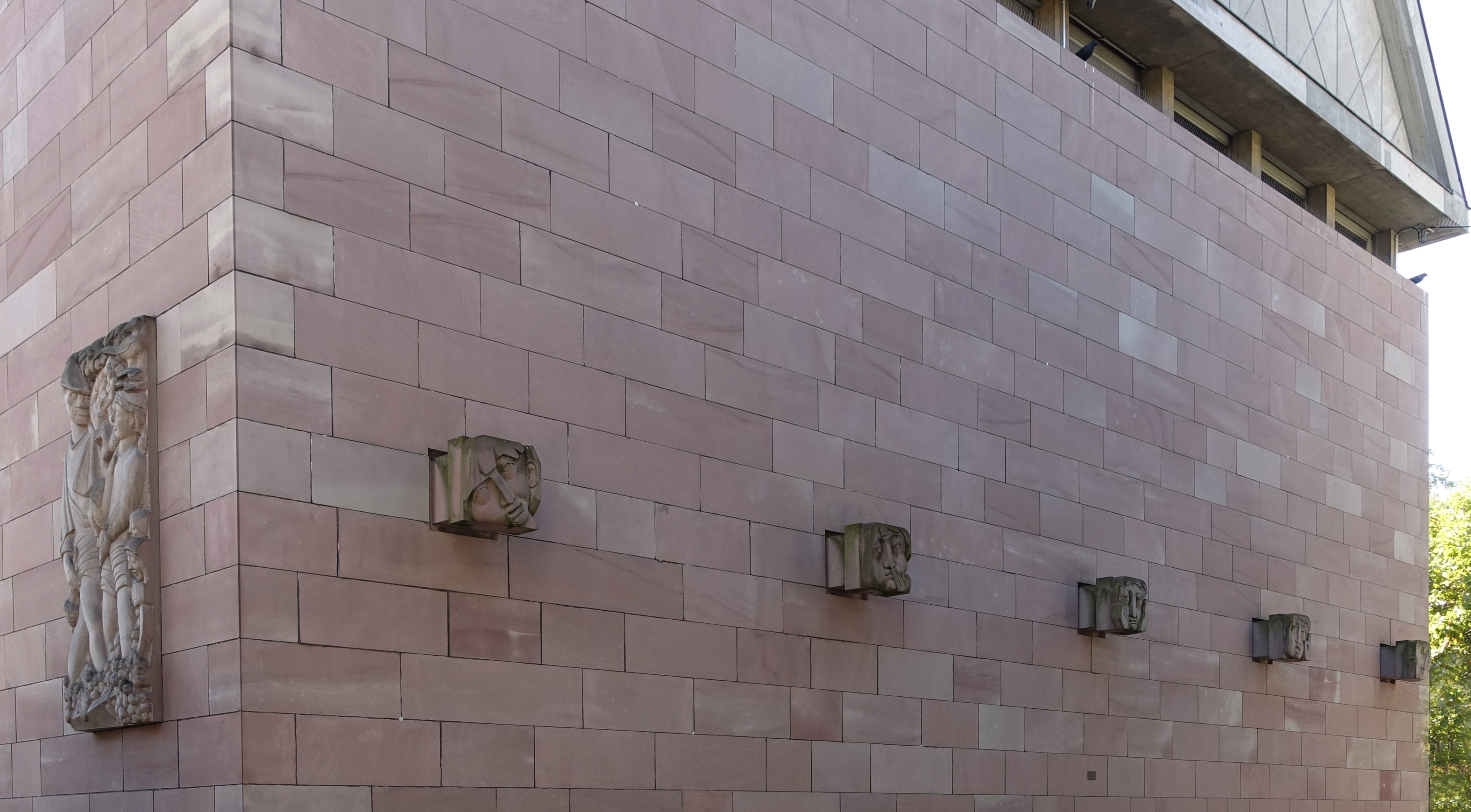
Schweige-Lauschen-Denken-Reden-Sehen
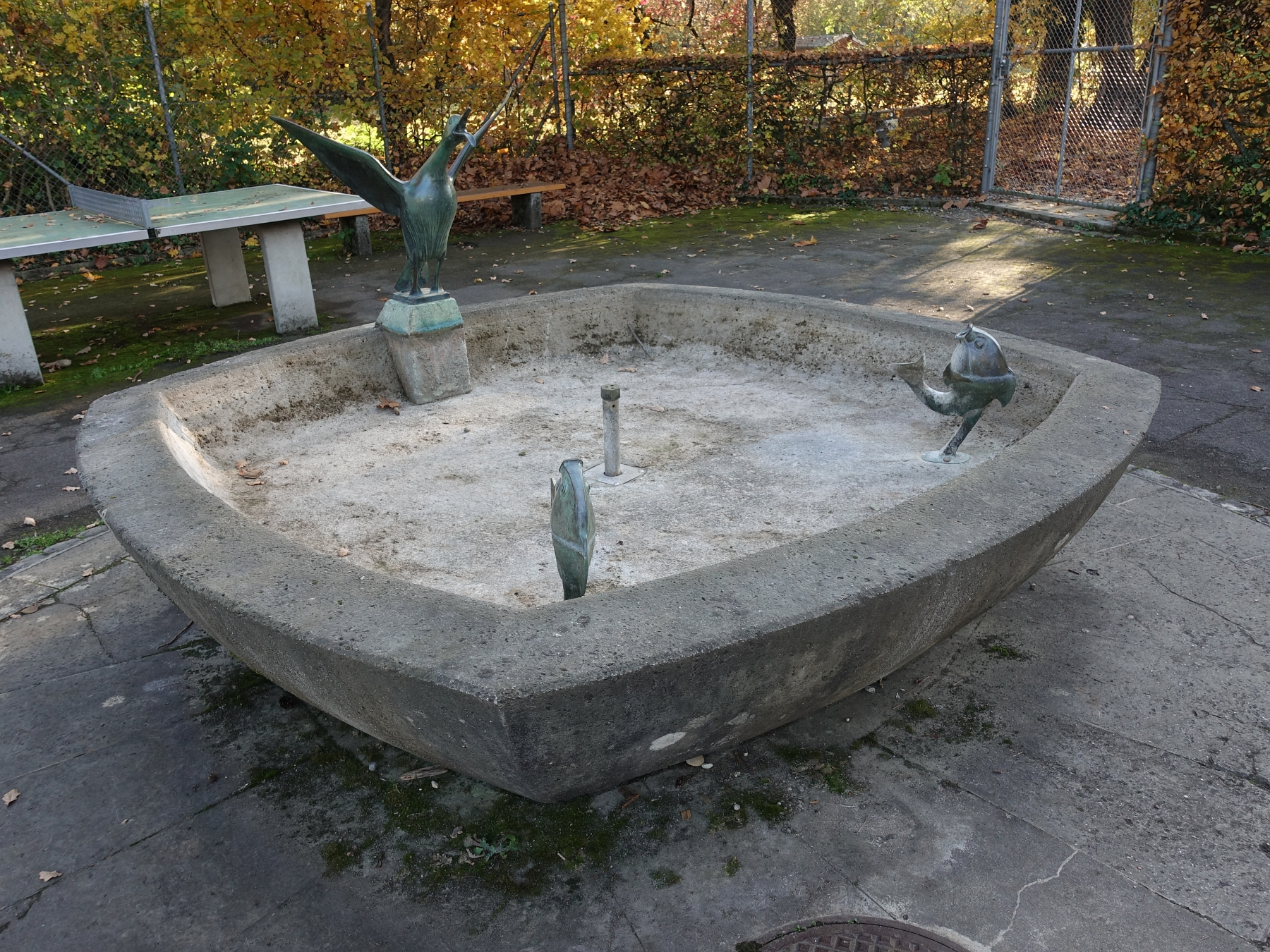
Wildentenbrunnen
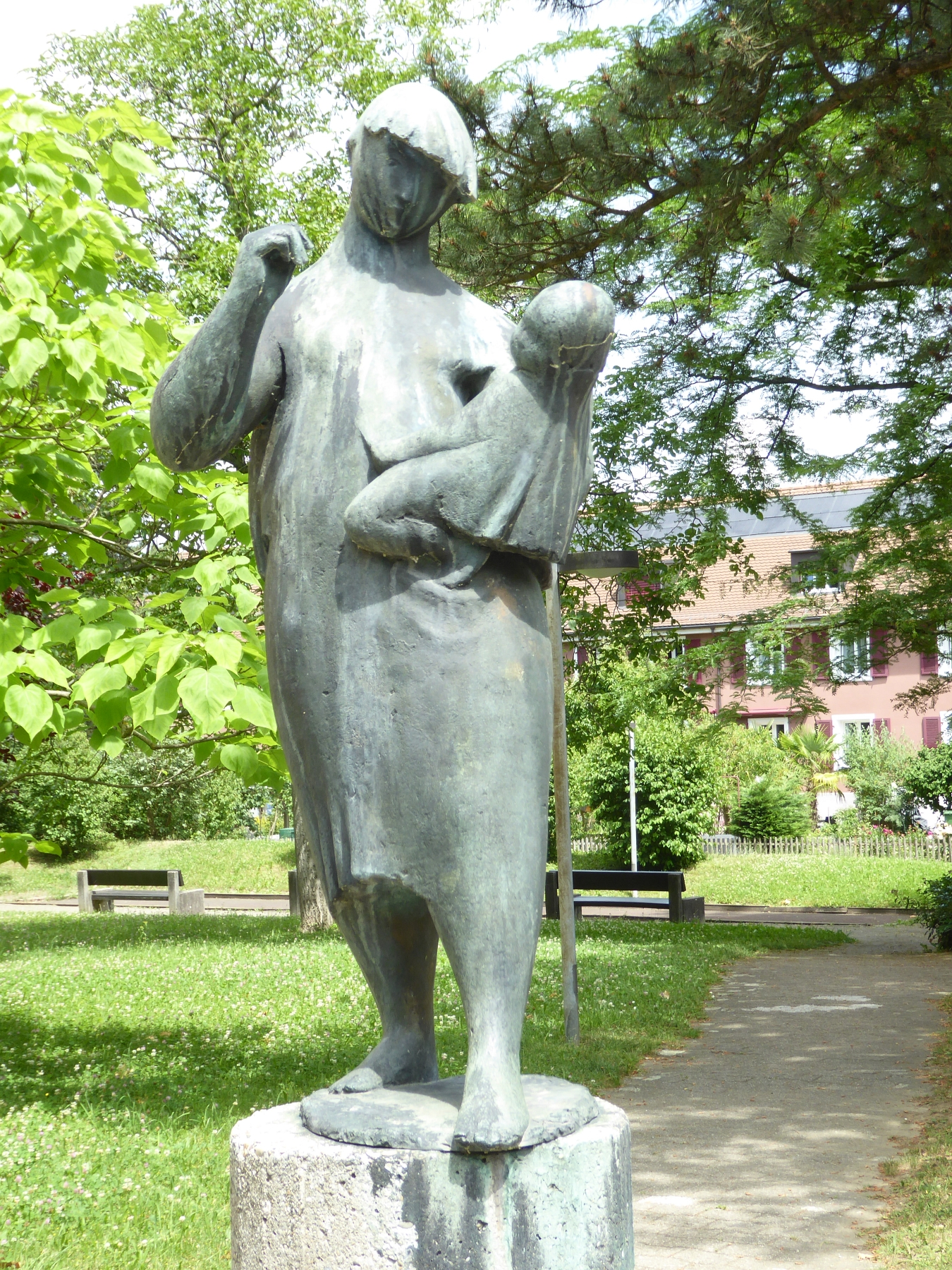
Mutter und Kind
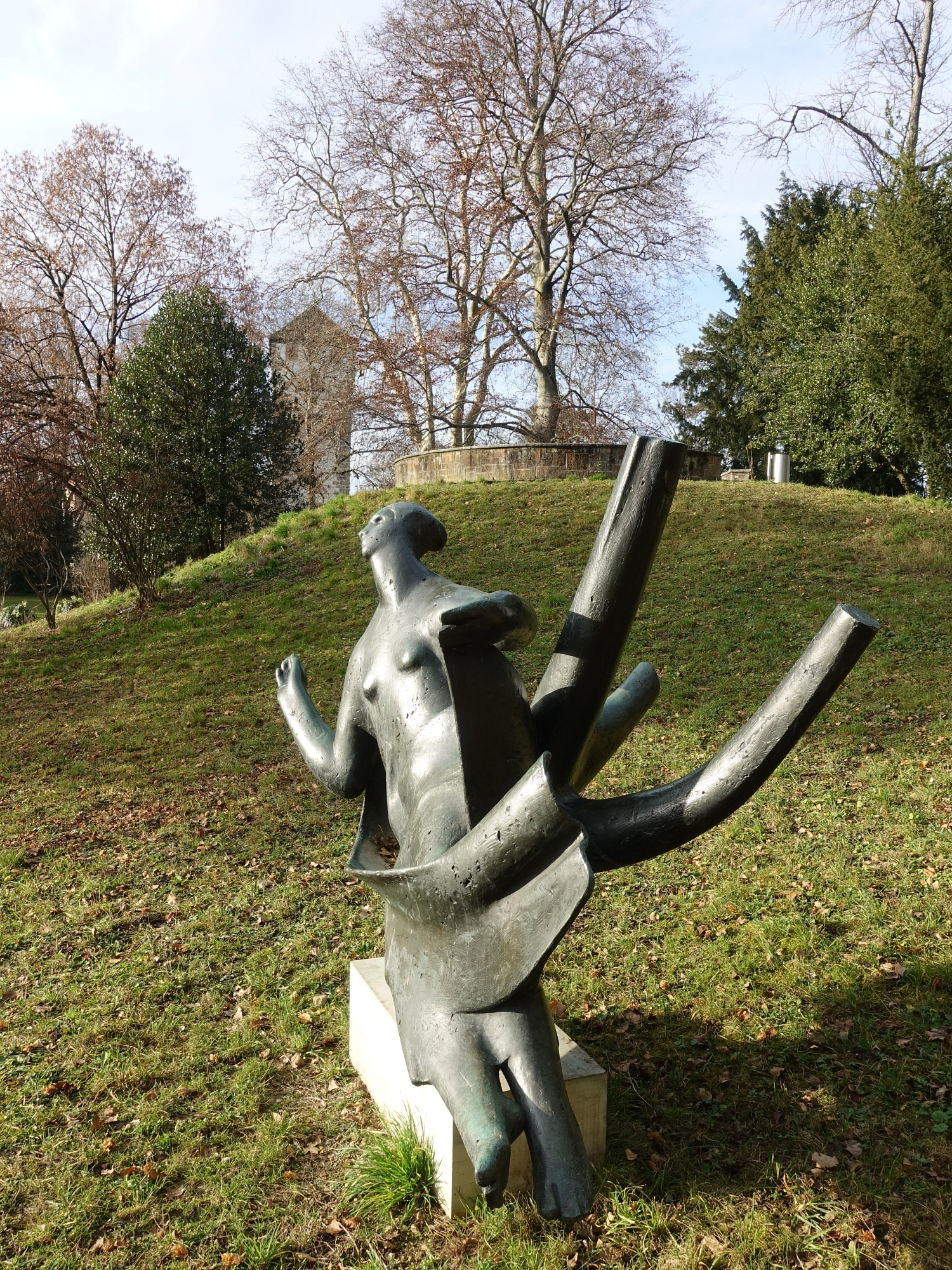
Morgendlich oder Die Schwebende
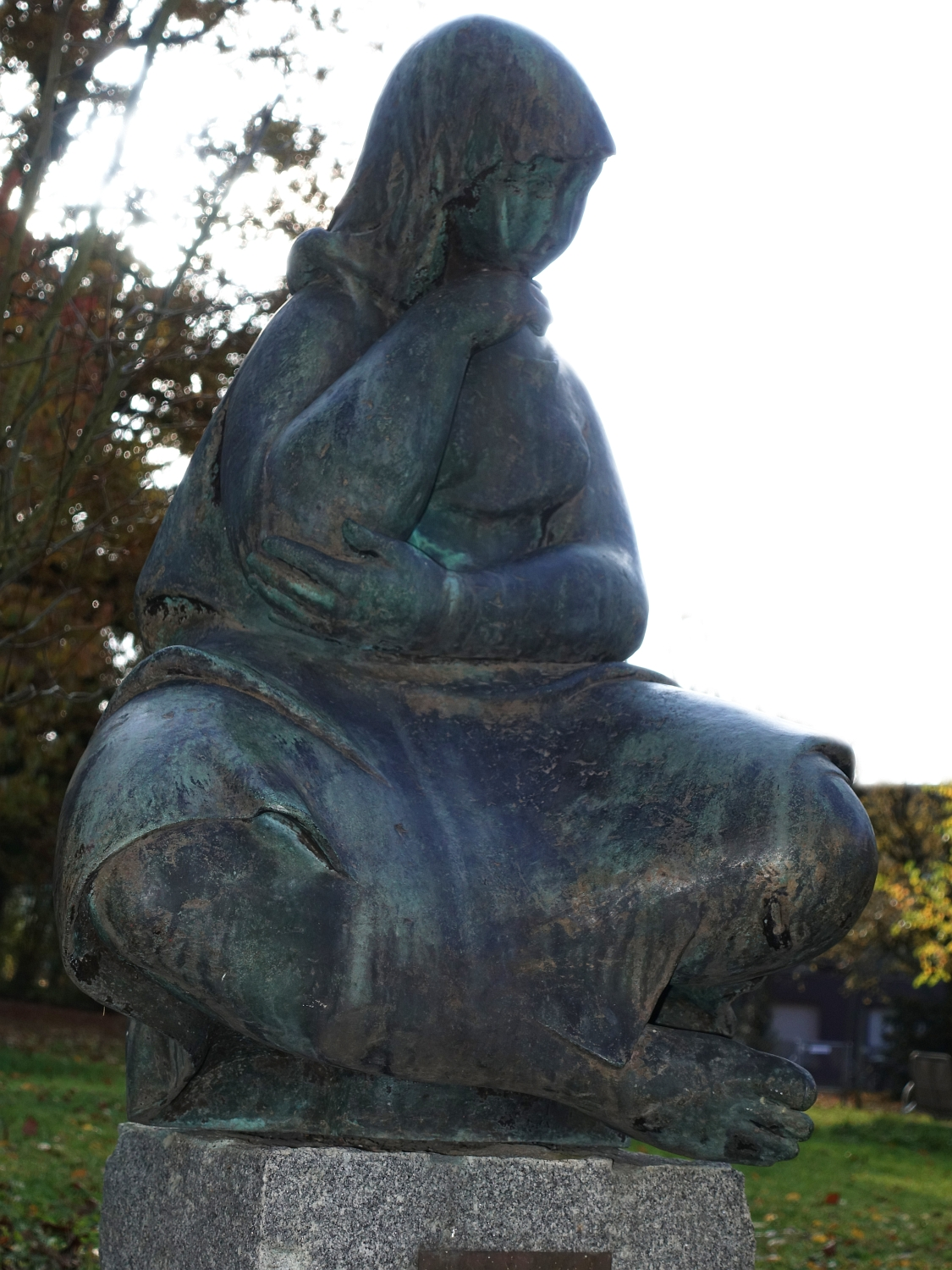
Die Sinnende
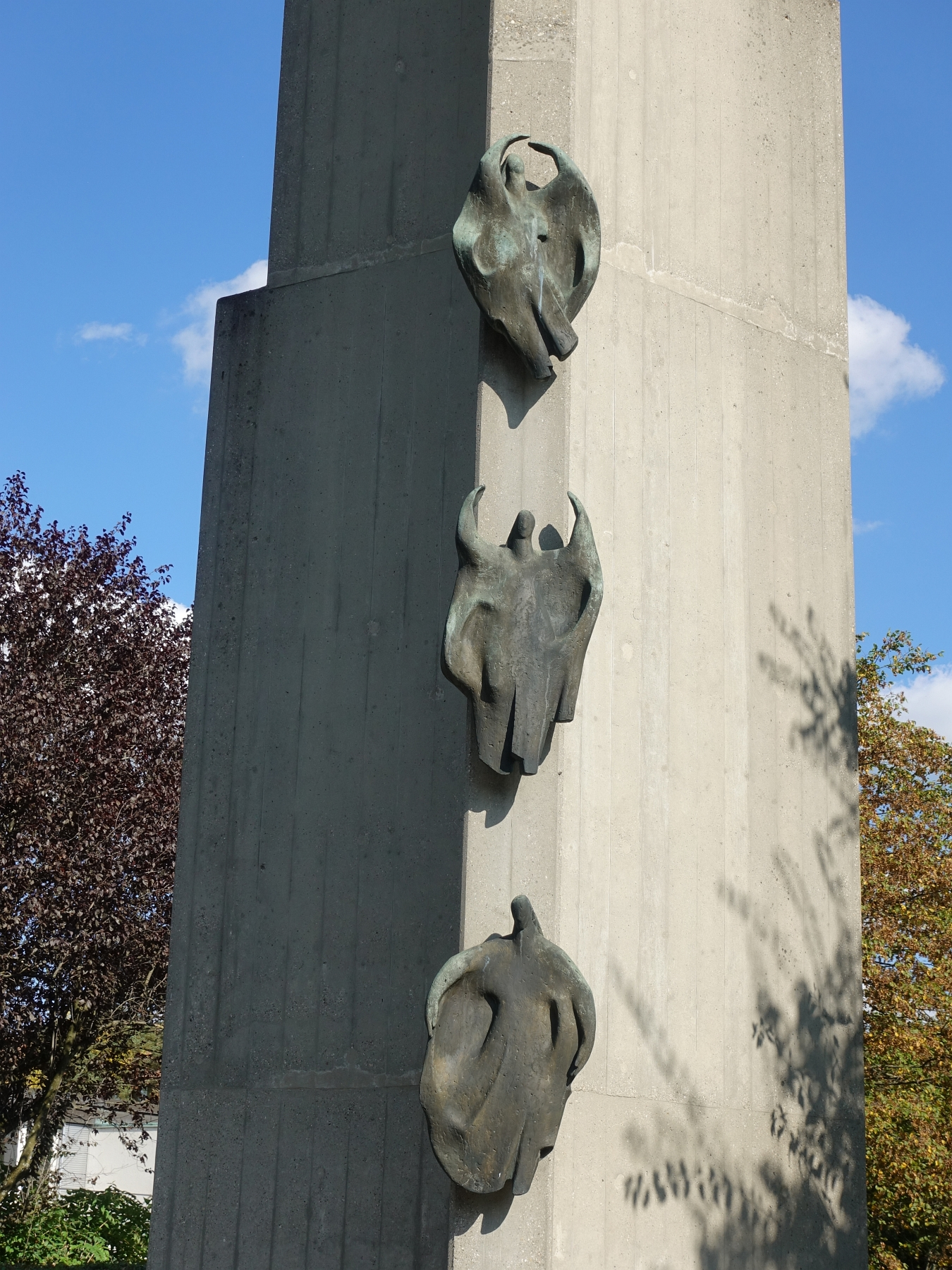
Engel

## Publikationen
- Menschen und Wesen: 14 originalgrosse Kunstdrucke von Aquarellen. Brunner-Verlag, Dornach 1994, ISBN 3-9520705-0-5.
- Er-Findlinge: bemalte Kieselsteine. Goetheanum, Dornach 1993, ISBN 3-7235-0672-0.
- Übergänge: Aquarelle. Urachhaus, Stuttgart 1990, ISBN 3-87838-641-9.
- 22 Aquarelle: aus der Liebe zur Welt. Verlag Walter Keller, Dornach 1976.
- Plastiken: von der Liebe zum Nächsten. Verlag Walter Keller, Dornach 1973.